# Cand.musicae
Cand. musicae (latin: candidatus/candidata musicae) er betegnelsen for en person, der er indehaver af en kandidatgrad i musik.
Den engelske betegnelse er Master of Music.
Uddannelsen kan læses ved Syddansk Musikkonservatorium, Det Kgl. Danske Musikkonservatorium, Nordjysk Musikkonservatorium, Rytmisk Musikkonservatorium eller Det Jyske Musikkonservatorium. 

## Ekstern henvisning
- Bekendtgørelse om bachelor-, kandidat- og solistuddannelser ved musikkonservatorierne og Operaakademiet

| Skole | Spire Denne artikel om en skole, en uddannelsesinstitution eller uddannelse er en spire som bør udbygges. Du er velkommen til at hjælpe Wikipedia ved at udvide den. |